# Église Saint-Lazare d'Al-Eizariya
L’église Saint-Lazare est une église catholique romaine située dans la ville cisjordanienne d'al-Eizariya, identifiée à la Béthanie biblique. L'église est située à proximité de ce que la tradition chrétienne considère comme le tombeau de Lazare et le site de la maison de Marie, Marthe et Lazare .

## Histoire
En 1863, la Custodie franciscaine de Terre Sainte obtient le titre d'un terrain proche du tombeau de Lazare. D'autres domaines ont été acquis par la suite.
Entre 1952 et 1953, une église moderne dédiée à saint Lazare et conçue par l'architecte italien Antonio Barluzzi a été construite sur cette propriété et est consacrée le 2 avril 1954.

## Description
L'église catholique romaine moderne se dresse dans la partie orientale des vestiges des anciennes églises byzantines et croisées.  La cour de cette église se dresse sur l'extrémité ouest des églises plus anciennes et des parties du sol en mosaïque d' origine sont encore visibles. Le mur ouest de la cour contient la façade ouest de la basilique du VIe siècle, ainsi que ses trois portes. Son presbytère est décoré  de mosaïques représentant Marie, Marthe et Lazare, de pierre polie et de mosaïques. Les dessins des mosaïques de l'église ont été réalisés par Cesare Vagarini et le travail  réalisé par la société Monticelli de Rome, également responsable de la décoration en mosaïque des églises de Barluzzi au Mont Thabor (l' église de la Transfiguration ) et du jardin de Gethsémani (l' église de toutes les nations ).

### Tombeau
À environ vingt-cinq mètres sur une colline au nord-ouest de l'église se trouve l'entrée moderne du tombeau traditionnel de Lazare. L'église a un plan cruciforme et se dresse sur l'extrémité est des églises plus anciennes. « Ses murs sont presque hermétiquement scellés et sans fenêtre. Le dôme est solidement intégré sur le tambour octogonal. Les éléments supérieurs en flèche, couronnés par le dôme avec son flot de lumière, suggèrent la joie d'un espoir et d'un optimisme intenses. Les visiteurs peuvent voir des parties de l'abside de l'ancien Lazarium à travers des trappes dans le sol, juste à l'intérieur de l'entrée principale. Un escalier mène à une tombe dans une roche avec une petite entrée et une fenêtre .

### Le Saint
L'église porte le nom de la ville cisjordanienne d'al-Eizariya, identifiée à la Béthanie biblique. Il s'agit de l' ange biblique de Béthanie, désigné par son titre de Saint ange divin.

## Monastère
Les fouilles archéologiques ont mis au jour le reste des fondations du monastère croisé des sœurs franciscaines françaises du XIIe au XIIIe siècle. Les sœurs élevaient des moutons, cultivaient des fruits et des olives. Leur pressoir à olives et leur roue de moulin sont présentés dans une exposition permanente dans un sous-sol du bâtiment.